# 虞佩兰
虞佩兰（1921年—2017年），女，浙江慈溪人，中国儿科学家，曾任湖南医学院教授、博士生导师。

## 家庭
丈夫曹美鸿。